# Navigační světlo
Navigační světlo je druhem světla, které je umístěno na navigačním znaku nebo jiném objektu nacházejícím se v oblasti plavby. Slouží pro bezpečný průjezd průlivy, úzkými plavebními kanály, vodními cestami mezi nebezpečnými místy jako jsou útesy, vraky, mělčiny, ostrůvky a další. Navigační světlo je umístěno na majácích, majákových lodích nebo plošinách, bójích nebo navigačních značkách. Umístění může být stálé nebo pohyblivé.

## Orientační světlo
Umožňuje určit pozici na moři nebo označují vjezd do přístavu nebo jiného objektu. Tato světla jsou na majácích, majákových lodích nebo plošinách a bójích. Obvykle mají všesměrovou charakteristiku.

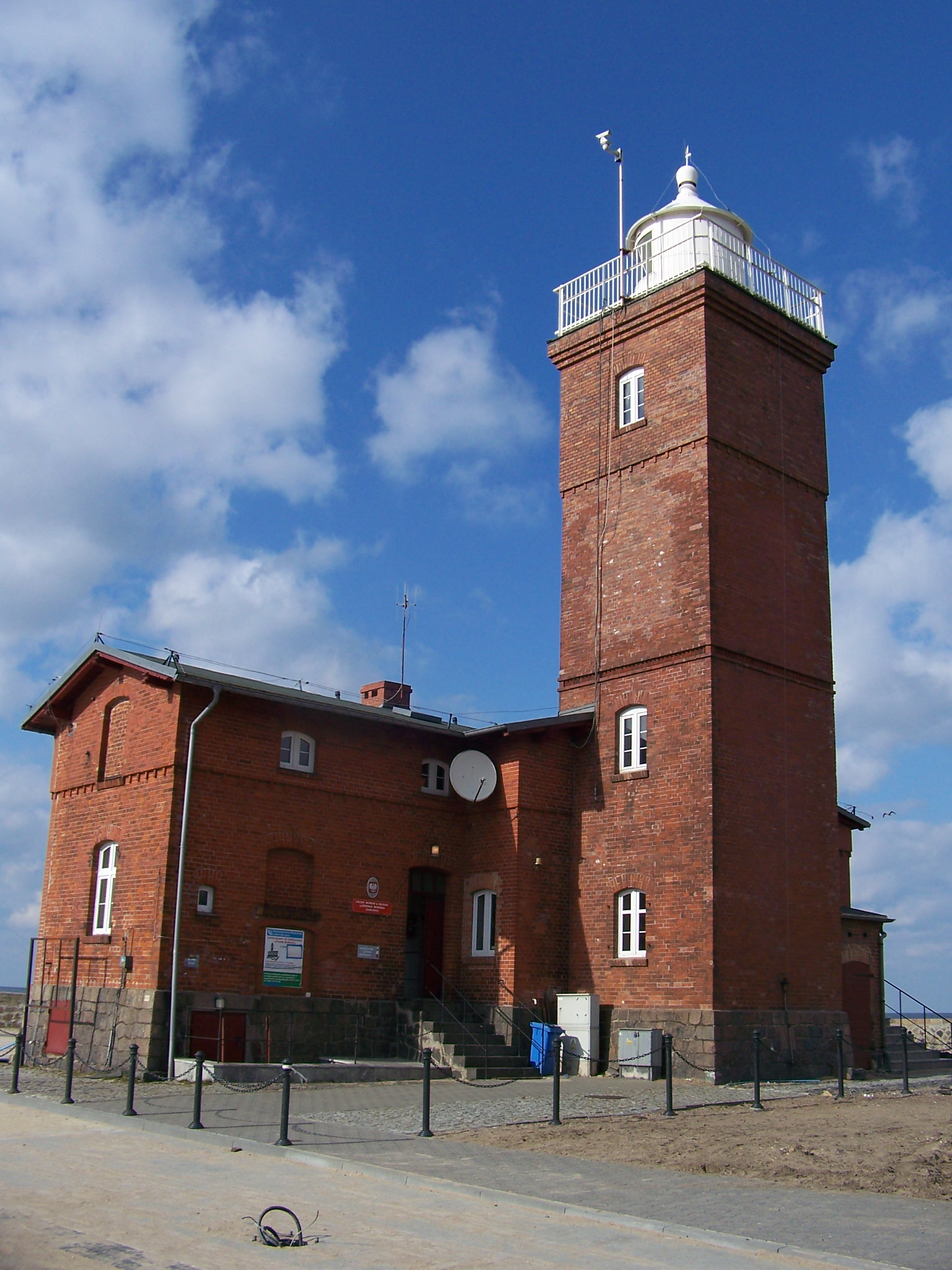
Maják Darlowo, pobřeží Baltského moře, Polsko
- Charakteristika majáku Darlowo F Oc(2) 15s

## Směrové světlo
Směrové navigační světlo je světelné zařízení (maják) vysílající úzký paprsek, který vede plující lodi bezpečným koridorem (plavební dráhou). Případně je doplněno sektorovými světly, které v různých sektorech se liší barvou, charakteristikou nebo intenzitou světla.

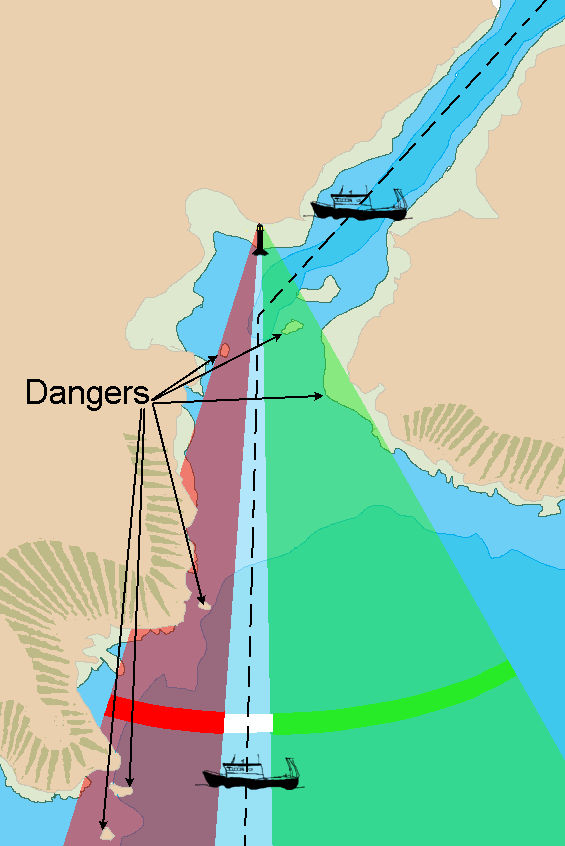
Příklad navigačního směrového světla doplněného sektorovými světly

## Náběžníky
Náběžníky, také liniová světla (ang. range lights), jsou dvě značky nebo dvě světla na pobřeží postavené tak, aby jejich prodloužená spojnice určovala bezpečný směr plavby. Pokud jsou navigační světla v zákrytu je směr plavby doporučený a plavba bezpečná. Pokud dojde k jejich rozdělení, loď se vychýlila ze správného směru. Pro denní dobu jsou to viditelné značky s charakteristickými znaky, v noci světla s určenou charakteristikou (barva, stálý nebo synchronizovaný čas a rytmus), z nichž jedno je postaveno výše a dále. Nižší a blíže položený se nazývá přední maják (front light), vzdálenější a vyšší je zadní maják (rear light). Vzdálenost mezi majáky může být od několika metrů až po několik set metrů.

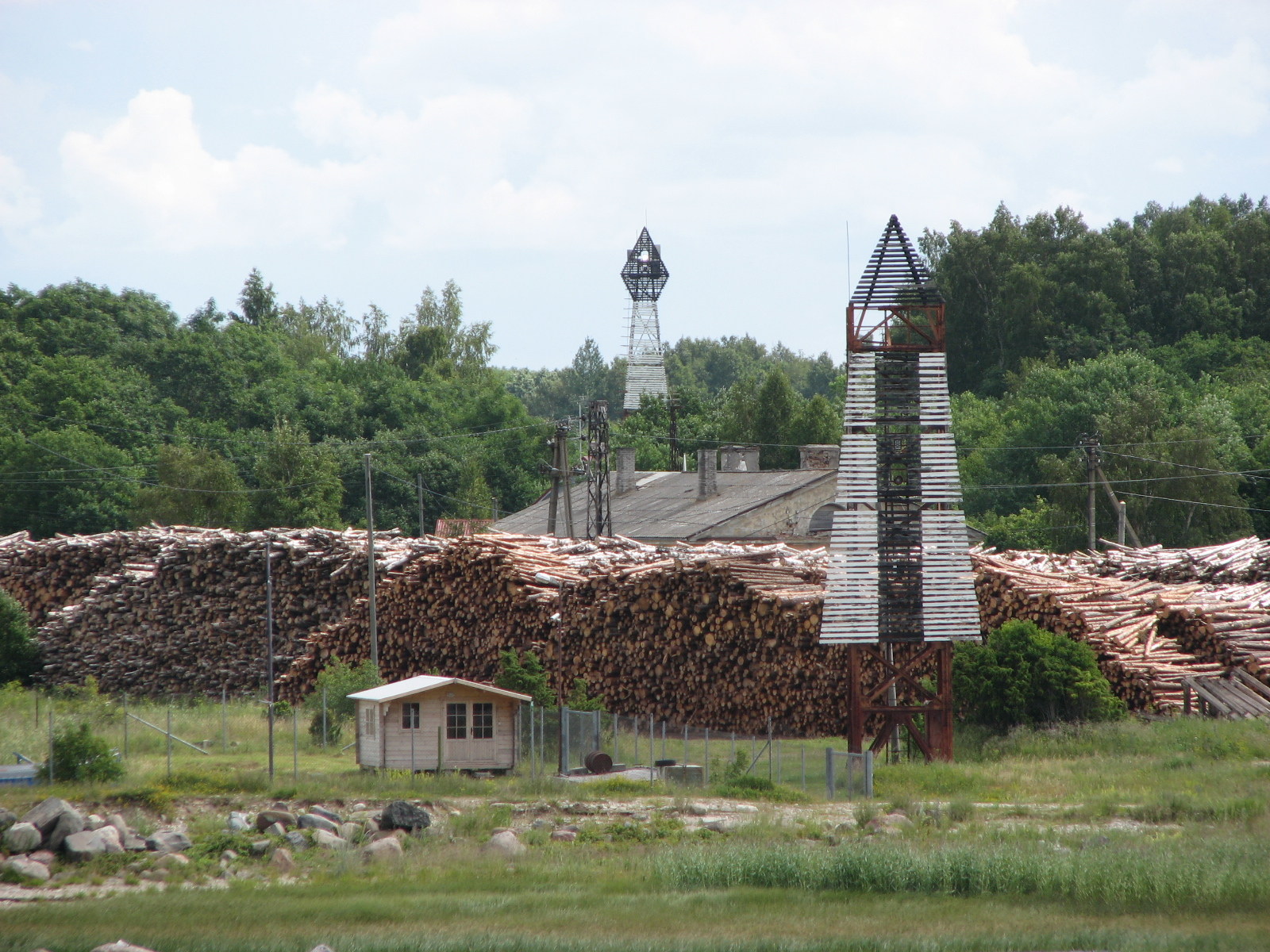
Náběžníky v Rohuküla, Estonsko
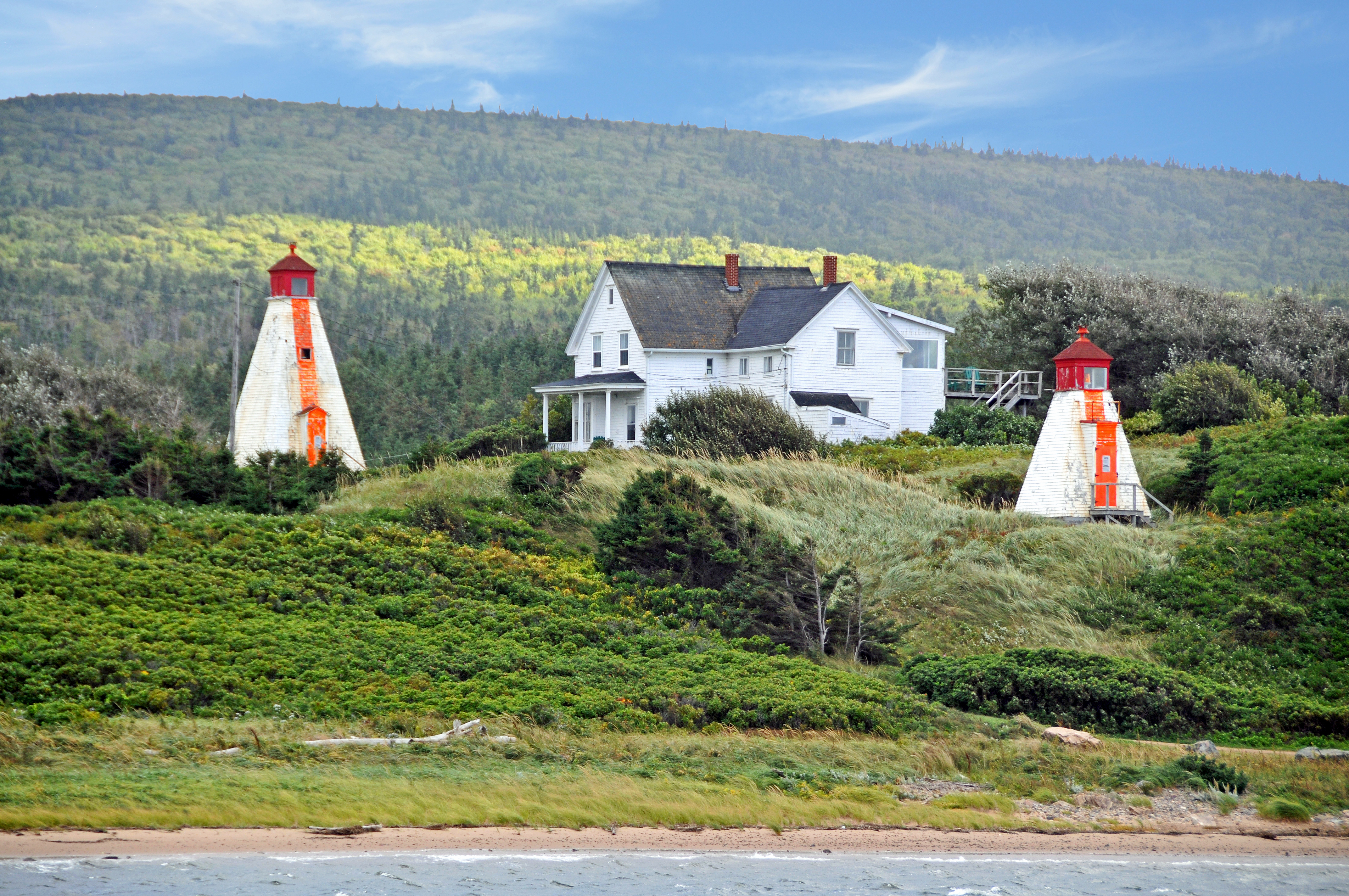
Náběžníky v přístavu Margaree, Nové Skotsko
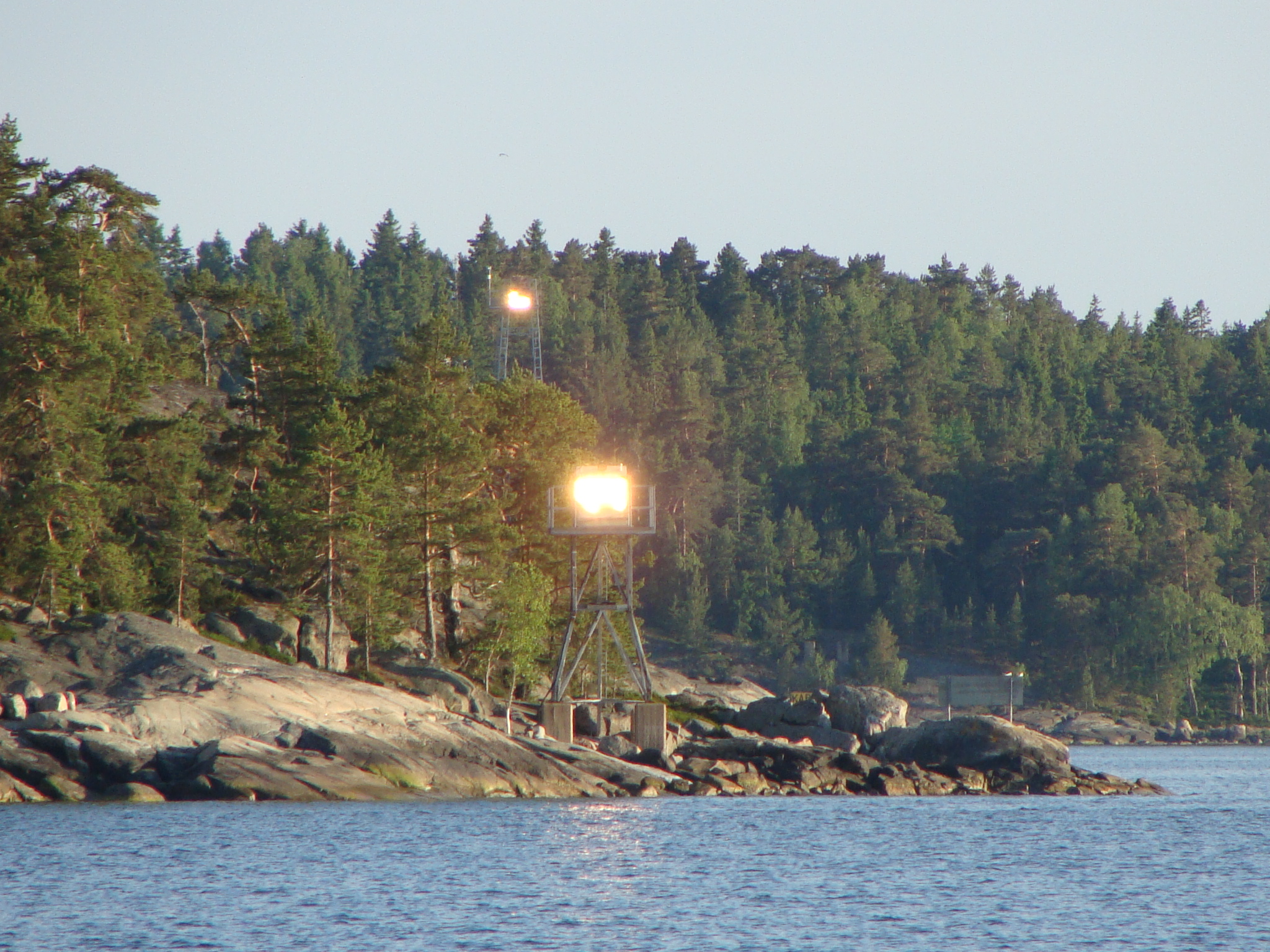
Náběžníky na ostrově Seili v Ostrovním moři, Finsko
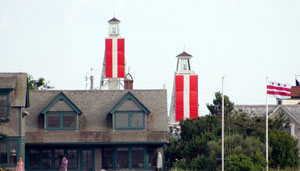
Náběžníky v přístavu Nantucket, Massachusetts, USA
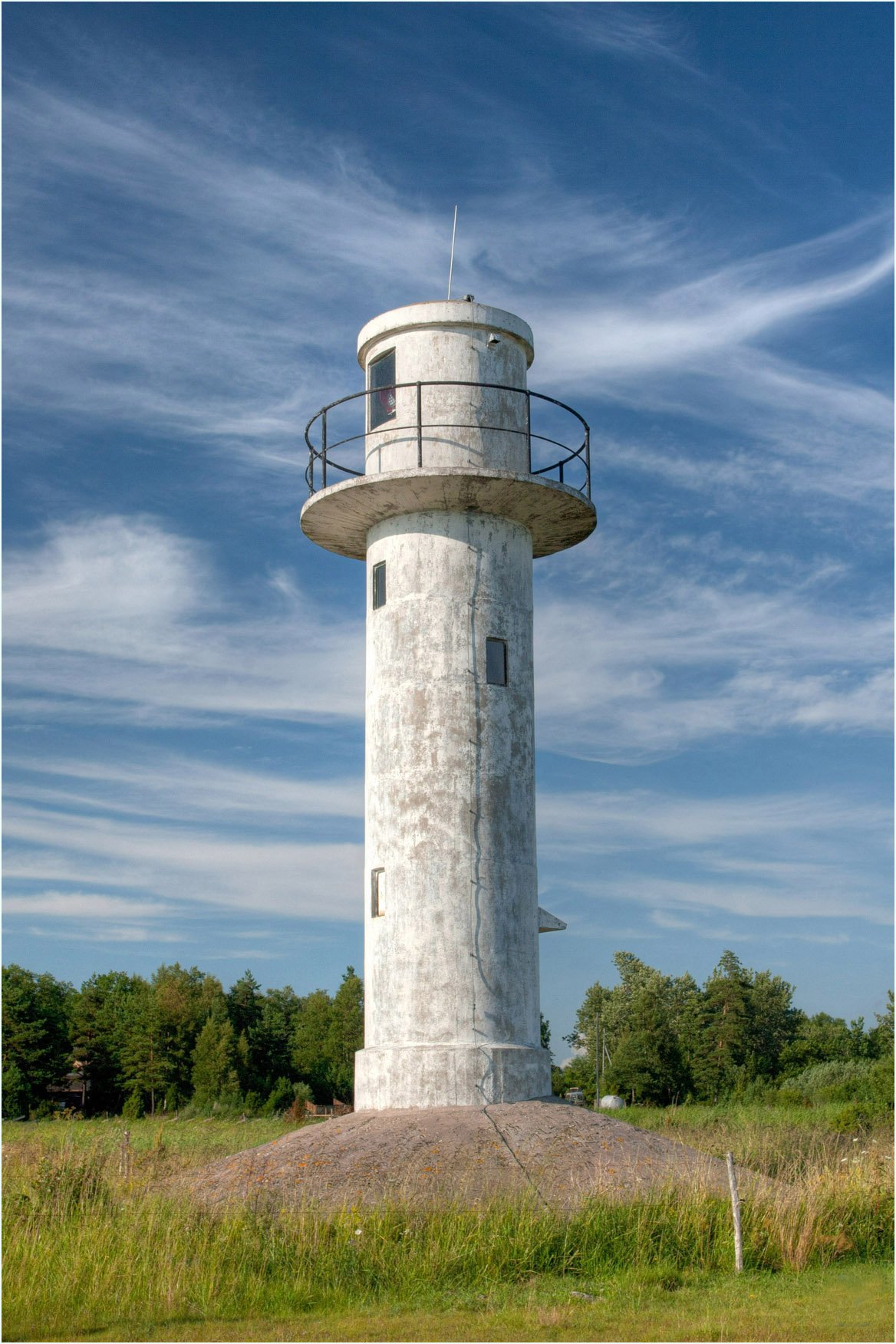
Náběžníkový dolní maják Emmaste
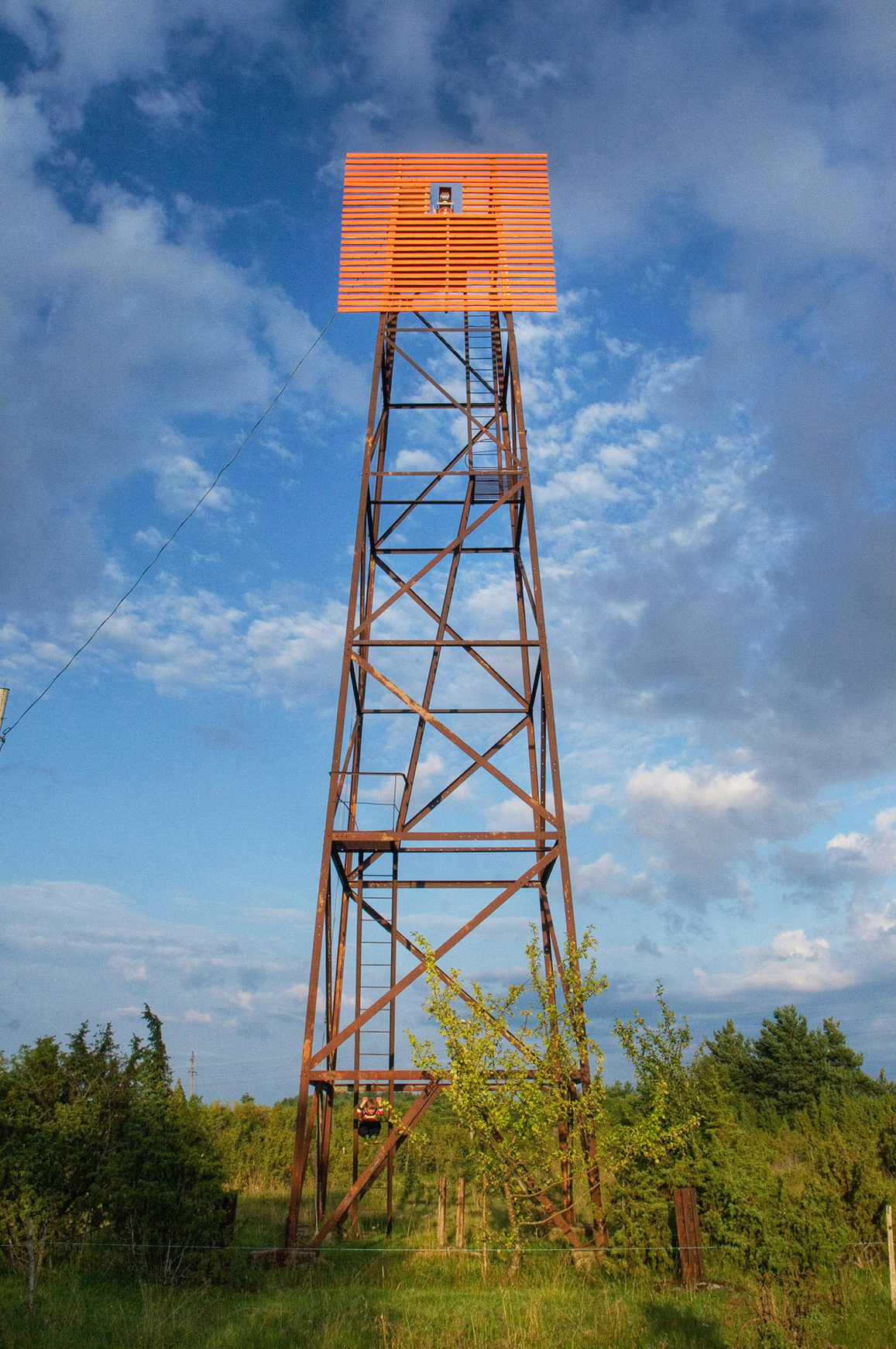
Náběžníkový horní maják Emmaste vzdálen od dolního majáku 1071 m

## Sektorová světla
Jsou světla, která mají v určených sektorech jinou barvu nebo charakteristiku. Sektory určují vždy směr od moře ke světlu. Barva sektorů se vytváří pomocí barevných skel, (oken). Sektorové světlo se využívá:
- k vyznačení bezpečného sektoru pro plavbu (nebo vodní cestu). V tomto případě se používají nejčastěji tři sektory: bílá barva znamená bezpečný sektor, varovný sektor levý (levobok) má barvu červenou a pravý (pravobok) zelenou. Pokud je použito jen bílé světlo pak levý sektor má nepárový počet záblesků nebo zatemnění, a pravý sektor má párové.
- k vyznačení nebezpečného sektoru (vraky, mělčiny)
- jako světlo napříč vodní cestou – vyznačuje sektor, ve kterém je potřeba změnit kurz. Sektor pro změnu kurzu má červenou barvu a sousední jsou bílé.[5]

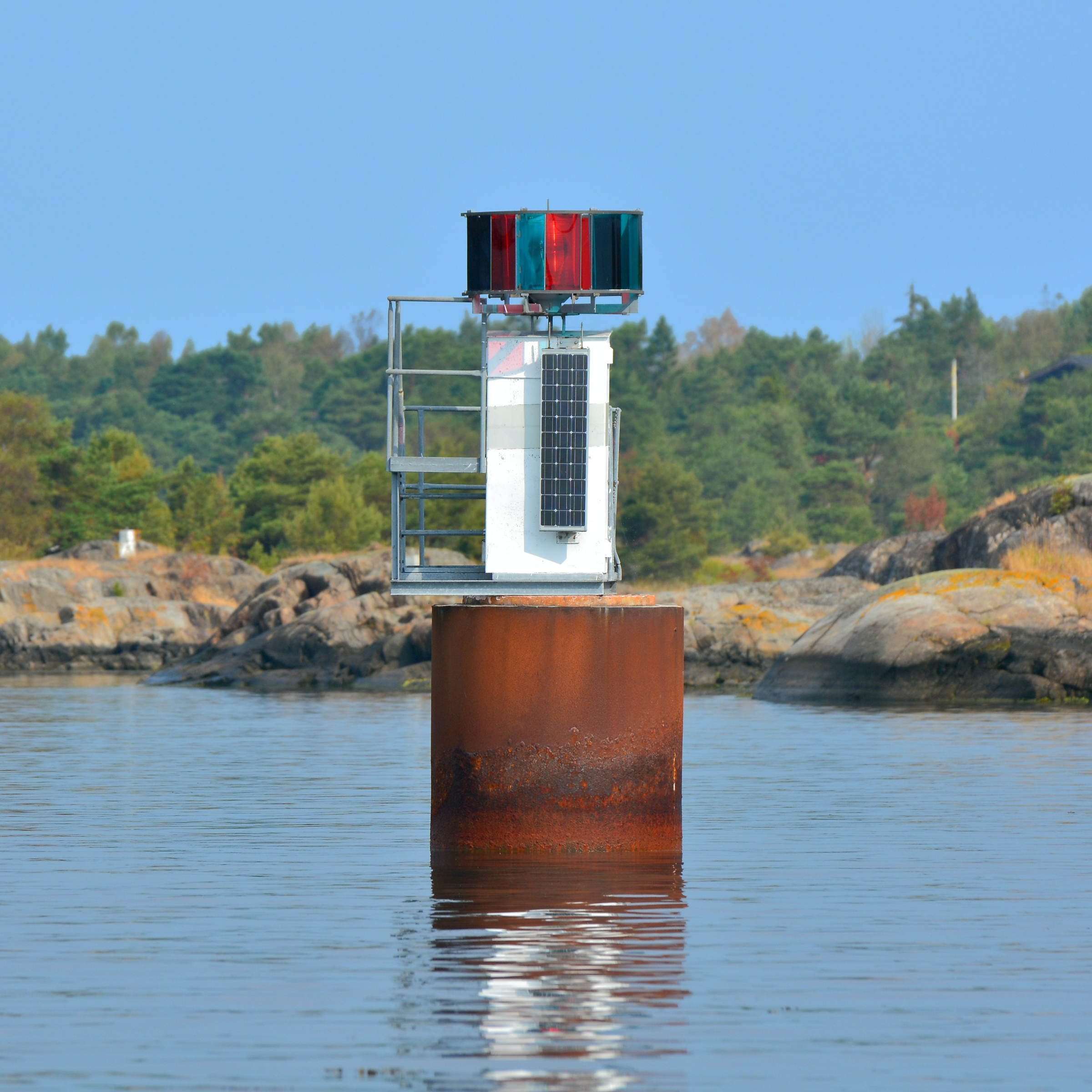
Sektorový maják v průlivu Galthålet, Švédsko. Charakteristika: Q WRG
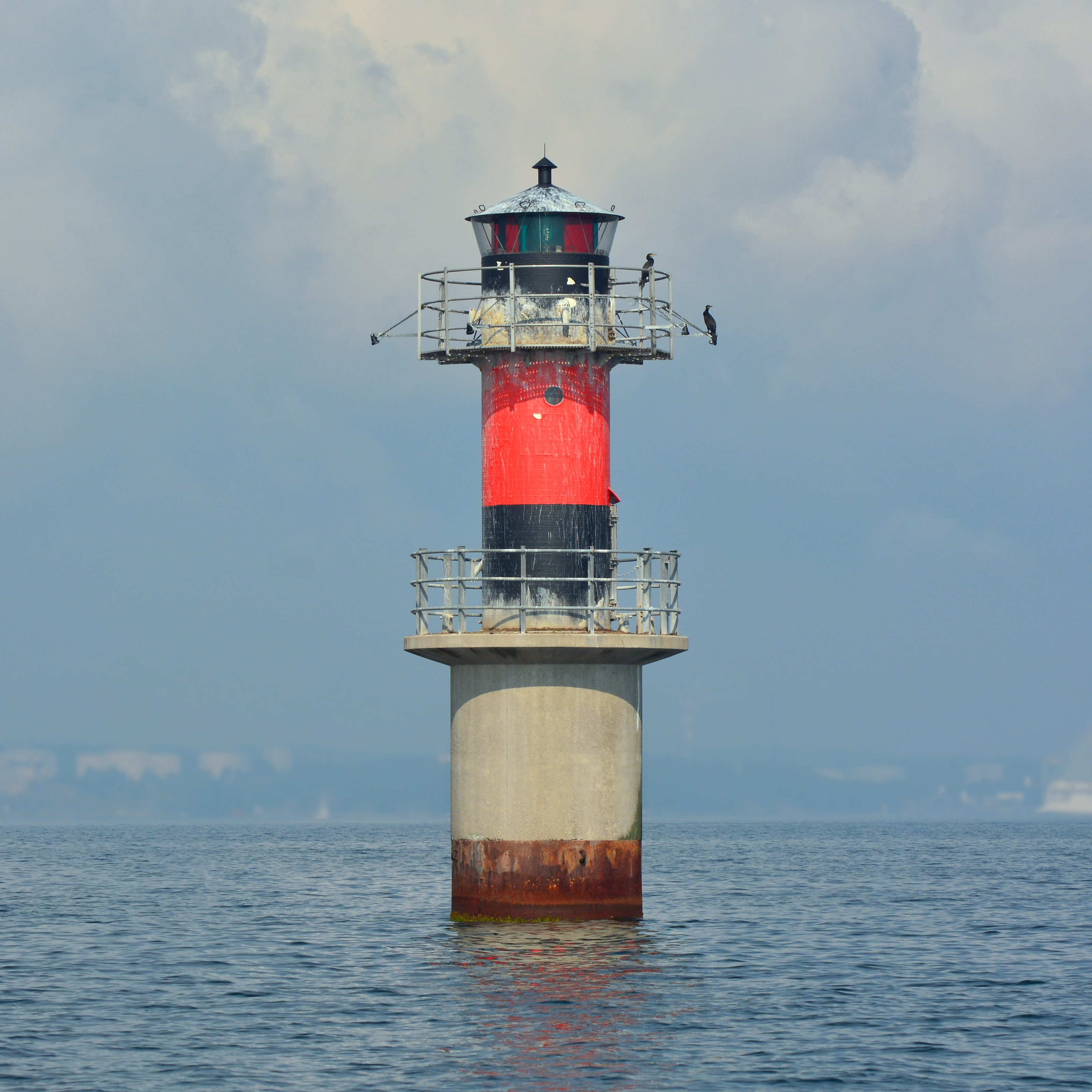
Sektorový maják Örngrund v zátoce Mysingem, Švédsko. Charakteristika: Q WRG
Sektorové světlo se dvěma červenými sektory, charakteristika Fl W 5s. Maják Thomas Poin Shoal, Chesapeakská zátoka, USA
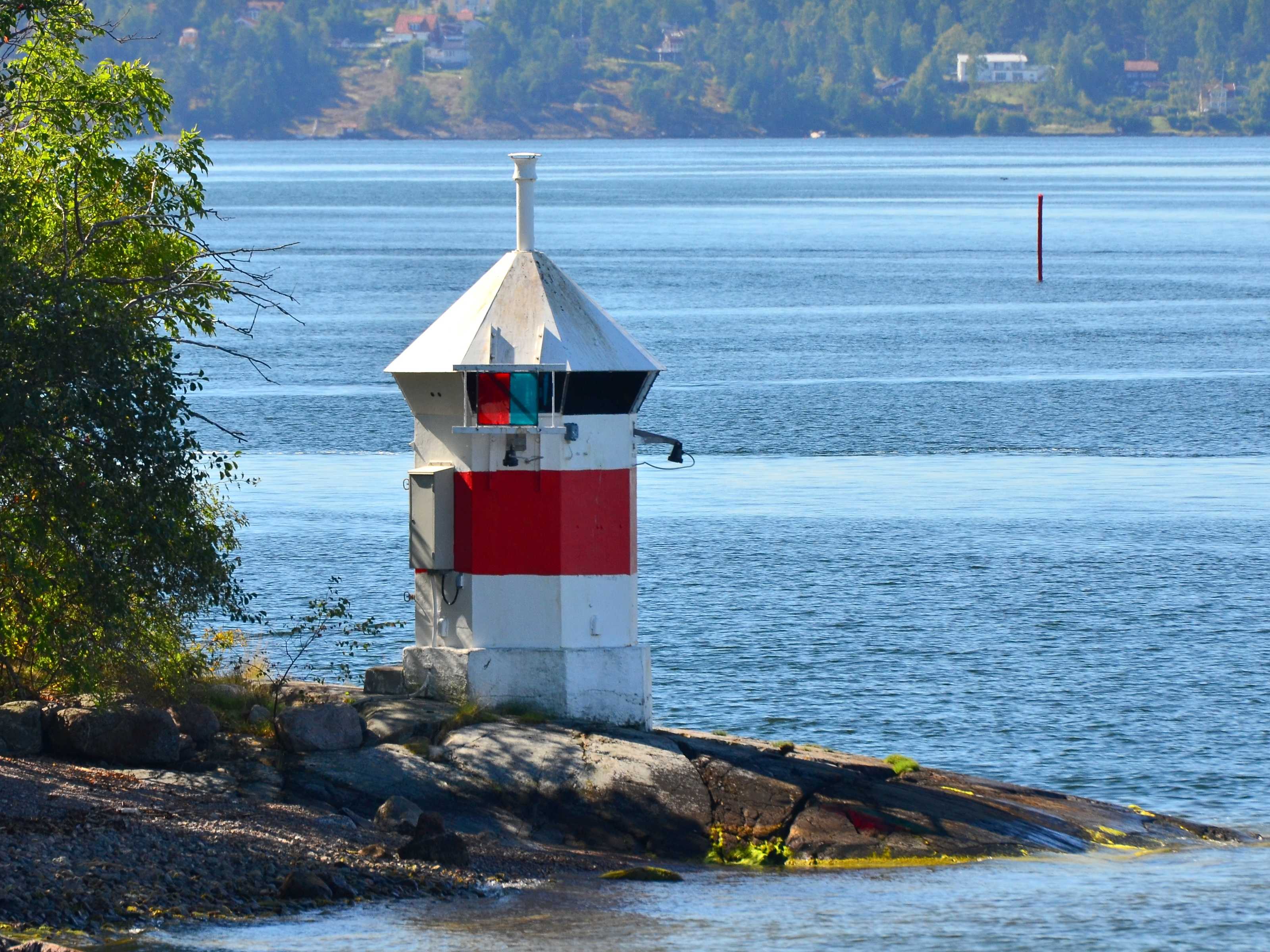
Sektorový maják Ekören v Stockholmském souostroví, Švédsko. Charakteristika: Fl WRG 4s